# Fernando Berlín González
Fernando Berlín González (Madrid, 5 de juliol de 1974) és un periodista radiofònic espanyol.

## Biografia
Director de radiocable.com, emissora per internet pionera que va començar a emetre el 14 de maig de 1997, on dirigeix el programa en línia LaCafetera, un programa d'actualitat de 60 minuts (o més) en conversa amb les xarxes socials. Aquest programa es finança gràcies a les aportacions dels seus oients, mitjançant una campanya de micromecenatge.
També analista en múltiples tertúlies de la Sexta i Telecinco, com a Al rojo vivo . Va treballar durant 18 anys com a col·laborador a la Cadena SER (Hoy por hoy, Hora 25 ), d'on va ser acomiadat el 2016 segons ell per «les batalles comercials i ideològiques» del grup Prisa.
És germà de la periodista Macarena Berlín i autor del llibre Herois dels dos bàndols, sobre membres d'un bàndol que van intercedir per membres d'un altre bàndol durant la Guerra civil Espanyola i basat en la secció radiofònica que tenia a Hoy por hoy.

## Premis
Va guanyar el premi Ondas «a la innovació radiofònica» el 2006, el Premio del Club Internacional de Prensa, el premi Nuevos Lenguajes de periodismo de la Fundació Coca-Cola el 28 de gener de 1999, i també va ser premiat per l'Associació d'Usuaris d'Internet com el periodista que més ha aportat a la difusió d'Internet.